# FC 80 Herborn
Der FC 80 Herborn war ein Sportverein aus Herborn im Lahn-Dill-Kreis. Die erste Fußballmannschaft spielte vier Jahre in der damals viertklassigen Oberliga Hessen. 

## Geschichte
Der Verein wurde im Mai 1980 gegründet. Mit finanzieller Unterstützung von Friedhelm Loh, dem Chef des Schaltschrankenherstellers Rittal sowie des Vermögensberaters Gerd Miethe erlebte der Verein einen schnellen sportlichen Aufschwung und stieg mehrfach auf. Im Jahre 1988 gelang der Aufstieg in die Landesliga Hessen-Mitte. Vier Jahre später wurden die Herborner Vizemeister hinter dem VfL Marburg. Im Jahre 1994 wurde der FCH unter Trainer Peter Cestonaro erneut Vizemeister, dieses Mal hinter dem VfR 19 Limburg. Durch die Wiedereinführung der Regionalliga durften die Herborner in die Oberliga Hessen aufsteigen.
Dort erreichte die Mannschaft in der Aufstiegssaison 1994/95 mit Rang zehn die beste Platzierung der Vereinsgeschichte. Dirk Vollmar wurde in der Saison 1995/96 mit 25 Treffern Torschützenkönig der Liga. 1997 erreichte der FCH das Endspiel um den Hessenpokal, das mit 1:2 gegen den SC Neukirchen verloren wurde. 1998 stiegen die Herborner aus der Oberliga ab und wurden ein Jahr später in die Bezirksoberliga durchgereicht. Am 2. März 2002 wurde der Verein aufgelöst.

## Quelle
- Hardy Grüne, Christian Karn: Das große Buch der deutschen Fußballvereine. AGON Sportverlag, Kassel 2009, ISBN 978-3-89784-362-2, S. 225.